# Rounala kyrka
Rounala kyrka var den första kyrkobyggnaden i Torne lappmark. Den låg vid foten av berget Kirkkovaara fyra kilometer väster om Saarikoski vid Könkämäälven, drygt två mil nordväst om Naimakka, men flyttades bort i slutet av 1700-talet.
Kyrkan var sju meter lång, fem meter bred och sex meter hög. Den hade två små fönster, predikstol, altare och prästbänk. På var sida om gången fanns bänkar för män respektive kvinnor. Väggarna var av timmer och brädfodrade såväl utanpå som inuti. Taket var täckt med takspån. Innertaket var av spontat virke. I anslutning till kyrkan fanns troligen en tings- och marknadsplats.
På historiska grunder har det ansetts att Rounala kyrka tillkom på 1500-talet, kanske omkring 1559, då prästen Michael sändes ut av Gustav Vasa för att missionera bland samerna. Kol-14-dateringar av kranier från kyrkogården har emellertid visat att begravningar kan ha skett där så tidigt som på 1200- eller 1300-talet.

## Historik
När Enontekis kyrka byggdes i Markkina strax väster om Karesuando 1607 blev Rounala degraderat till kapell och användes därefter bara tillfälligtvis. År 1639 utfärdade dock landshövding Stellan Mörner en uppmaning till församlingens präst att han även fortsättningsvis skulle resa till Rounala kyrka åtminstone en gång om året. Detta efterlevdes dock inte. I beskrivningen till Olof Tresks karta över Torne lappmark, utgiven 1643, står följande: "Rounala kyrka. De lappar som här omkring boendes äro, hava tillförende på denna ort alltid haft sitt möte, men nu komma de oftast till Enontekis kyrka för att hålla sin gudstjänst, avlägga sin skatt och ombyta sina varor med birkarlarna."  År 1658 togs saken upp inför tinget, och det beslöts återigen att prästen årligen skulle resa från Enontekis till Rounala kyrka för att förrätta begravningar, döpa barn och annat, och att han därefter skulle resa tillbaka till Enontekis.
År 1791 beskrevs kyrkobyggnaden som stadd i förfall. Dörrarna hade ramlat ned, liksom den yttre brädfodringen. Predikstol, altare, bänkar och golv var nästan obrukbara. Även takspånet började bli dåligt. Inte desto mindre såldes byggnaden 1796 till Torneå borgerskap för att användas som natthärbärge under marknadsresor till Skibotn i Norge. Den flyttades därefter ned till farvägen, troligen till en plats fem kilometer uppströms Saarikoski vid Könkämäälven. Kvar blev bara knutstenarna.
I den gamla kyrkans skepp uppsattes 1914 ett minnesmärke bestående av ett 3,5 meter högt kummel, krönt av ett drygt meterhögt granitkors.
Till Rounala kyrka hör en liten kyrkogård. Länsman Karl Bäcklund från Muonio grävde 1880 upp ett antal kranier och sände dem till Helsingfors universitet. Sommaren 1915 genomförde Eskil Olsson från Uppsala universitet en mer omfattande utgrävning. Han rapporterade att de döda sannolikt blivit nedlagda i sina ackjor, insvepta i grovt tyg eller i hudar. Olsson bedömde att de döda var samer. Två hela skelett och 21 kranier påträffades, varav ett par var kraftigt förmultnade. Det som var i någorlunda skick fördes till anatomiska institutionen i Uppsala. Senare analyser har kommit fram till att gravarna är kristna och kom till mellan 1300-talet och 1600-talet.
Idag finns tolv kranier från Rounala bevarade. De har länge legat i Statens historiska museums arkiv, men efter krav från Sametinget på repatriering deponerades de 2009 på Ájtte svenskt fjäll- och samemuseum. De kvarstår dock i statlig ägo eftersom Statens historiska museum ansåg att kraniernas etniska tillhörighet inte kunde fastställas och att de är ett viktigt kunskapsunderlag för arkeologisk forskning om norra Sverige. 2015 har forskare vid Stockholms universitet analyserat prover från kranierna och slutsatsen är att nästan alla kvarlevorna kommer från samer.